# Rail Baltica

Мапа проєктів залізниці: основний та альтернативний

Rail Baltica  — проєкт залізниці з європейською стандартною колією, що має сполучити Країни Балтії, Східну (Польща) та Західну Європу. Згідно з проєктом, єдина європейська колія має сполучити Таллінн, Ригу, Каунас, Варшаву та Берлін, поліпшивши, таким чином, сполучення між Центральною та Східною Європою. Головною метою Rail Baltica є відновлення безпосереднього сполучення країн Балтії з європейською залізничною мережею та розвиток регіональної інтеграції. Інтеграції залізниць країн Балтії у транспортну мережу Євросоюзу дозволить збільшити швидкість руху поїздів, зростання пасажиро- і вантажопотоків та прибутків.
Всі три країни Балтії та Польща оголосили проєкт одним зі своїх пріоритетів у галузі розвитку транспортної інфраструктури. Рішення Європарламенту та Ради Європи визначило проєкт Rail Baltica частиною  пан'європейського коридору № 1, який включає також автодорожню частину (Via Baltica) та відгалуження А на Калінінград (Via Hanseatica). Координатором проєкту в Європарламенті є Павло Теличка (Pavel Telička).

## Опис
Залізниця, як передбачається, стане швидкісною (швидкість руху поїздів повинна досягати 250 км/год). Однак на початковому етапі планується досягнення швидкості 160 км/год (в подальшому вона була скорегована до 120 км/год).
Маршрут по країнам Балтії: Каунас — Паневежис  — Бауска  — Рига  — Пярну  — Таллінн.
Негативний вплив на реалізацію проєкту зробило значне зниження пасажиропотоку на залізничному транспорті, і збільшення — автомобільним та авіа. 
Фінляндія вельми скептично оцінює можливий попит на пасажирські перевезення планованим залізничним маршрутом. 
Також несподіваний опір проєкту перевантажувального центру в Каунасі висунув, розгорнувши інформаційну кампанію, один з найбагатших людей в Литві, президент Конфедерації промисловців Литви Бронісловас Лубіс, чий концерн «Ахемена» розпочав 2008 року будівництво аналогічного перевантажувального терміналу на кордоні з Польщею, в Моцкаві. 

### Литва
В Литві протяжність Rail Baltica повинна була скласти 235 км. 
Початковий план литовської ділянки залізниці від кордону з Польщею передбачав, що європейська колія повинна йти до Каунаса по прямій, а там повинна з'єднатися з широкою колією (зараз поїзди з Литви можуть йти лише до кордону, де вантаж повинен перевантажуватися в вагони європейської колії). У місці з'єднання повинен бути побудований інтермодальний логістичний центр та перевантажувальний термінал. Однак розробка цього проєкту виявила, що будівництво цих 70 км залізниці вимагало б не менше 2 млрд літів — довелося б викуповувати близько 2 тис. приватних земельних ділянок, що спричинило б величезні матеріальні та часові витрати на оформлення документів. Після консультацій з експертами ЄС був підготовлений альтернативний проєкт — ця ділянка піде не по прямій, а по насипу старої діючої залізниці, яка йде від кордону Польщі з Литвою. Плюс цього проєкту — значно менша вартість  (всього 700 млн літів), мінус — на залізниці з поворотами не можна досягти швидкості 160 км/год, а лише порядку 100 (проте ця ділянка є лише мала частина всієї залізниці, тому втрати часу в дорозі повинні бути незначні). Уряд вже схвалив цей план.
11 серпня 2011 року відбулося офіційне відкриття відрізка довжиною приблизно 7 км між Моцкавою та Шяштокай (колія 1435 мм) — перші пасажирські та вантажні поїзди підуть по новому відрізку залізниці Rail Baltica[джерело?].
Міністр транспорту Литви Елігіюс Масюліс сказав, що доїхати до Каунаса по європейській колії можна буде в кінці 2014 року.
У травні 2022 року Литва визначилася з маршрутом ділянки Rail Baltica між Каунасом і кордоном з Польщею. Це буде найкоротший варіант, реалізований далеко від існуючих міських центрів на потенційному маршруті. Маршрут буде адаптовано до руху зі швидкістю до 249 км/год. У липні 2022 року почалося будівництво 1,5-кілометрового мосту через річку Неріс, що є одним із найбільших технічних викликів на запланованому маршруті.
У Маріамполі та Шостаку мають бути побудовані пересадочні станції для регіонального сполучення з поїздами, що курсують Rail Baltica.

### Латвія
В Латвії протяжність Rail Baltica повинна скласти 245 км.
По території Латвії дорога піде по нині існуючій лінії: Мейтене — Єлгава — Рига — Царнікава — Скулте — Іпіті. Передбачається відновлення раніше, 2007 року, розібраної лінії Скулте — Пярну. Весь шлях від Мейтене до Скулте буде суміщена з чотирьох рейок російська (1520 мм) та європейська (1435 мм) колія, а далі за Скулте буде європейська колія.
Латвія не може повноцінно брати участь в реалізації проєкту Rail Baltica через брак державного фінансування.
У 2020 році почалися роботи з реконструкції Ризького головного залізничного вокзалу та вокзалу Ризького аеропорту з метою пристосування їх для обслуговування Rail Baltica. У 2021 році оголосили тендер на будівництво 200 км нової залізничної колії. Роботи розраховані до 2026 року.

### Естонія
За словами директора Департаменту транзитної політики Міністерства сполучення Латвії, Естонія освоїла доступне фінансування повністю, а Литва — на 5%.
Маршрут Rail Baltica в Естонії був запропонований урядом у 2012 році та остаточно затверджений у 2018 році. Він пролягатиме від Таллінна через Пярну до кордону з Латвією, повністю в межах нового транспортного коридору. Загальна довжина залізничної лінії, включаючи гілку до порту Мууга та Юлемісте , становитиме 213 км  .
У 2023 році громадська екологічна організація Eesti Metsa Abiks висловила сумнів щодо запланованого маршруту через цінні природні території та закликала прокласти нову залізничну лінію уздовж існуючих ліній з Таллінна до Пярну або Тапи до Тарту . Пропозиція була відхилена Міністерством економіки та транспорту, згідно з яким ці варіанти раніше розглядалися, але були відхилені.

### Польща
Спочатку в Польщі розглядалися два варіанти Rail Baltica: через Соколку і Августів і через Елк і Олецко. В кінцевому підсумку було обрано другий варіант і маршрут буде таким:
- залізничні лінії № 449 і 6 з Варшави до Білостока. На даній ділянці триває модернізація, після чого планується збільшити максимальну швидкість руху пасажирських поїздів до 160 км/год (на 90% шляху геометрію довести до 200 км/год)[13];
- залізнична лінія № 38 Білосток – Елк. У 2017 році PKP PLK підписала контракт на проект модернізації цієї ділянки, який включав, серед іншого: необхідно додати другу колію та збільшити максимальну швидкість[14];
- залізничні лінії 41, 39 і 51 від Елка до прикордонного переходу Тракішки-Шестокай. У грудні 2017 року PKP PLK підписала угоду на розробку техніко-економічного обґрунтування модернізації цієї ділянки. Збільшення максимальної швидкості до мінімуму 160 км/год для пасажирських поїздів вимагатиме будівництва переважно нового маршруту. Трасу планують електрифікувати та додати другу колію. Планується під’їзд в обхід станції Олецко[15].

По відношенню до польської ділянки Rail Baltiki використовується позначення E 75 — європейський транспортний коридор Варшава — Тракішки, що з’єднується у Варшаві з коридорами E 20 (Куновіце — Тересполь) і E 65 (Гдиня — Пщина).

## Фінансування
Rail Baltica включений в число пріоритетних проєктів Європейського Союзу.
Проєкт включений в програму 2007 — 2013 років Європейських комунікаційних мереж (TEN-T). Його втілення на 50 % співфінансується з бюджету TEN-T, і на 50 %  — з бюджету кожної задіяної в проєкті країни.
Загальні витрати на вивчення проєкту обчислюються в 396 000 євро.
Вартість розробки техніко-економічного обґрунтування реалізації проєкту оцінюється приблизно в 1 млн євро.

## Будівництво та технічний стан
За рішенням уряду Литви будівництво ділянки між Польщею та Литвою (70 км) має бути завершено до кінця 2013 р. Залізниця повинна почати роботу в повному об'ємі на ділянці від кордону з Польщею через Маріямполе до Каунаса.
Польщі та Латвії не потрібно прокладати нове полотно. Однак їм необхідно привести в порядок частини маршруту,  що проходять їхньою територією, щоб швидкість руху поїздів на них могла досягати 120 км/год. Естонія заявляє, що вже зараз готова забезпечити подібну швидкість.
У травні 2010 року почалися роботи на литовській ділянці Шяштокай-Моцкава, де будуватиметься колія з 4 рейок — вузька та широка.
Rail Baltic Estonia розпочнеться детальне просторове планування та попереднє проєктування вантажного терміналу в останньому кварталі 2019 року. Будівництво терміналу можна розпочати після прийняття детального просторового плану. Будівництво нового вантажного терміналу буде завершений не пізніше до початку експлуатації Rail Baltica.
14 червня 2019 року Спільне підприємство Rail Baltica підписало нові проєктні контракти для початку проєктування двох ділянок магістралі Rail Baltica - однієї в Естонії та однієї у Литві. Обидва контакти буде реалізовано іспанською компанією IDOM Consulting, Engineering, Architecture S.A.U. Нові контракти охоплюватимуть наступні 139 км основної лінії Rail Baltica. Як результат, наразі тривають проєктні роботи на 288 кілометрі нової швидкісної залізничної колії.